# La Houssaye-Béranger
La Houssaye-Béranger is een gemeente in het Franse departement Seine-Maritime (regio Normandië) en telt 498 inwoners (1999). De plaats maakt deel uit van het arrondissement Rouen.

## Geografie
De oppervlakte van La Houssaye-Béranger bedraagt 8,1 km², de bevolkingsdichtheid is 61,5 inwoners per km².
De onderstaande kaart toont de ligging van La Houssaye-Béranger met de belangrijkste infrastructuur en aangrenzende gemeenten.

## Demografie
Onderstaande figuur toont het verloop van het inwonertal (bron: INSEE-tellingen).

1. ↑  Populations de référence 2022.